# Sarah Smart
Sarah Smart (Birmingham, 3 maart 1977) is een Britse actrice.

## Biografie
Smart werd geboren in Birmingham waar zij de middelbare school doorliep aan de St Paul's School for Girls.
Smart begon in 1989 als jeugdactrice met acteren in de film Ball-Trap on the Cote Sauvage, waarna zij nog meerdere rollen speelde in films en televisieseries. Zij speelde in onder andere At Home with the Braithwaites (2000-2003) en Wallander (2008-2012).

## Filmografie

### Films
Uitgezonderd korte films.
- 2011 Fast Freddie, the Widow and Me - als Laura Cooper
- 2011 The Man who Crossed Hitler - als Margot Fürst
- 2009 The Friday Night Club - als Liz
- 2007 The Yellow House - als Rachel
- 2006 Casualty 1906 - als verpleegster Ada Russell
- 2003 Love Again - als Jean Hartley
- 2001 Sweet Revenge - als Lisa Craig
- 2000 David Copperfield - als
- 1998 Wuthering Heights - als Catherine Linton
- 1997 Deadly Summer - als Katie Harcourt
- 1995 Bliss - als Zoe Bliss
- 1991 Woof Returns! A Kid's Best Friend - als Rachel Hobbs
- 1989 Ball-Trap on the Cote Sauvage - als Nadine

### Televisieseries
Uitgezonderd eenmalige gastrollen.
- 2017 Silent Witness - als Ali Tresize - 2 afl.
- 2015 Safe House - als Megan - 2 afl.
- 2012 The Secret of Crickley Hall - als Magda Cribben - 3 afl.
- 2008-2012 Wallander - als Anne-Britt Hoglund - 9 afl.
- 2011 Doctor Who - als Jennifer - 2 afl.
- 2009 Casualty 1909 - als Ada Russell - 6 afl.
- 2008 Casualty 1907 - als Ada Russell - 3 afl.
- 2007 Five Days - als Sarah Wheeler - 5 afl.
- 2006 Jane Hall - als Jane Hall - 6 afl.
- 2005 Funland - als Lola Sutton - 11 afl.
- 2004 Murder Prevention - als DC Karen Hughes - 4 afl.
- 2000-2003 At Home with the Braithwaites - als Virginia Braithwaite - 26 afl.
- 2002 Sparkhouse - als Carol Bolton - 3 afl.
- 1997 Soldier Soldier - als Lucy Fitzpatrick - 7 afl.
- 1991-1993 Woof! - als Rachel Hobbs - 15 afl.

- Biblioteca Nacional de España: XX4838736
- Bibliothèque nationale de France: cb16198814v (data)
- Gemeinsame Normdatei: 1031700439
- International Standard Name Identifier: 0000 0001 1480 7604
- Library of Congress Control Number: no2010171336
- Système universitaire de documentation: 175733287
- Virtual International Authority File: 120200138
- WorldCat: E39PBJbGXQwVYy7bjq3mpkfDv3